# مگس‌گیر آبی مات
مگس‌گیر آبی مات (نام علمی: Eumyias sordidus) یک پرنده کوچک گنجشک‌سان در خانواده مگس‌گیران است. قبلاً در سردهٔ Muscicapa قرار داشت.
این گونه یک زادآور بوم‌زاد ساکن در تپه‌های مرکز سریلانکا است.
مگس‌گیر آبی مات در جنگل‌های برگ‌ریز کوهستانی، همیشه بالای ۶۰۰ متر زادآوری می‌کند، اگرچه در ارتفاعات زیر ۹۰۰ متر رایج نیست. فصل اصلی زادآوری در مارس و آوریل است، اما نسل دوم اغلب در اواخر سال پرورش می‌یابد.
آشیانه فنجانی، توده فشرده‌ای از خزه است. این محل معمولاً یک تاقچه صخره‌ای با سایه خوبی است. دسته‌تخم معمولی با دو یا سه تخم صورتی خالدار قهوه‌ای گذاشته می‌شود.

## در فرهنگ
این پرنده در اسکناس ۵۰ روپیه سریلانکا (سری ۲۰۱۰) پدیدار شد.

## نگارخانه

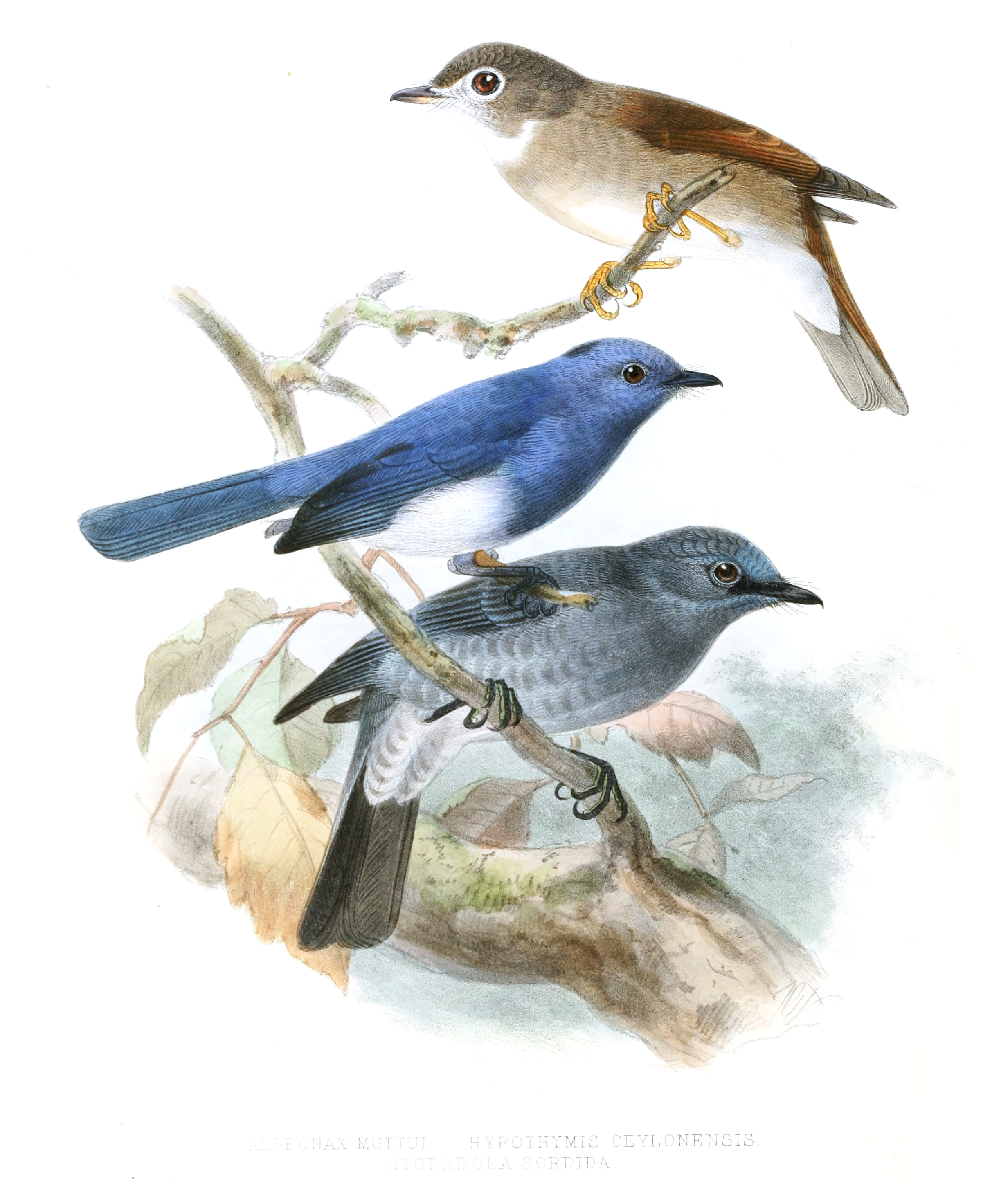
مگس گیر آبی مات (پایین) با مگس‌گیر سینه‌قهوه‌ای و شهریارک سیاه‌قفا